# Lundomys molitor
Genre
Espèce
Lundomys molitor, unique représentant du genre Lundomys, est une espèce de rongeurs de la tribu des Oryzomyini (famille des Cricetidae). 

## Répartition
Lundomys molitor est un rat semi-aquatique qui se rencontre en Amérique du Sud. La répartition géographique actuelle de l'espèce se limite à l'Uruguay et le Rio Grande do Sul au Brésil, mais on le trouvait auparavant plus au Nord à Minas Gerais, au Brésil, et au Sud dans l'Est de l'Argentine.

## Description
Lundomys molitor mesure en moyenne 193 mm sans la queue, et qui se caractérise par une longue queue, de grandes pattes arrière et une fourrure dense. Il construit des nids au-dessus de l'eau, supportés par des roseaux, et n'est pas menacé.
Il ressemble fortement à Holochilus brasiliensis et, au cours de son histoire taxonomique complexe, il a parfois été confondu avec cette espèce, mais d'autres caractéristiques ont conduit à placer l'espèce dans le genre distinct Lundomys. 